# Schroeder Peak
Schroeder Peak är en bergstopp i Antarktis. Den ligger i Östantarktis. Australien gör anspråk på området. Toppen på Schroeder Peak är 2 230 meter över havet. Schroeder Peak ingår i Cobham Range.
Terrängen runt Schroeder Peak är kuperad österut, men västerut är den platt. Trakten är obefolkad. Det finns inga samhällen i närheten. 